# Louis de Jaucourt
Louis de Jaucourt (París, 16 de septiembre de 1704-Compiègne, 3 de febrero de 1779) fue un médico, filósofo y escritor francés. Contribuyó de forma importantísima en la Encyclopédie ou Dictionnaire raisonné des sciences, des arts et des métiers, de Diderot y d'Alembert, encargándose de miles de artículos, entre ellos los dedicados a España y sus colonias.

## Una obra perdida
La familia de Jaucourt pertenecía a la nobleza campesina de Borgoña y se había hecho hugonote, por lo que era mirada con desconfianza por los poderes de la católica Francia. El joven Louis estudia Teología en Ginebra bajo nombre falso, Ciencias Exactas y Naturales en Cambridge y Medicina en Leiden, donde conoce a Hermann Boerhaave y Théodore Tronchin.
De vuelta en Francia, documenta su saber en el Lexicon medicum universalis, un diccionario enciclopédico médico-anatómico en seis volúmenes. Tras veinte años de trabajos, termina su obra en 1751 y la envía a imprimir a Ámsterdam para escapar a la censura, pero el único manuscrito se hundió con el barco que lo transportaba.

## L'Encyclopédie
Tras el accidente de su obra médica, se ofrece a trabajar con Diderot en L'Encyclopédie: Diderot estuvo de acuerdo y Jaucourt entregó numerosos artículos para la obra. La Enciclopedia tenía como objeto divulgar el pensamiento de la Ilustración, por lo que tenía muchos enemigos entre la aristocracia y el clero. Finalmente fue prohibida en 1757. Muchos de los colaboradores ya no se atrevieron a oponerse a la prohibición y, tras el séptimo volumen, que terminaba en el lema Gythium, se interrumpió la impresión durante ocho años.
Diderot dirigió sus energías a otros asuntos, pero Jaucourt continuó escribiendo tenazmente y redactó hasta cuatro artículos diarios. Como ayuda contrató a varios secretarios y los pagaba de su bolsillo. Cuando, tras los ocho años de prohibición, se pudo continuar con la impresión de L'Encyclopédie, había suficientes artículos para que se editaran los diez restantes volúmenes el mismo año (1765). De ellos, prácticamente uno de cada dos artículos es de Jaucourt, hasta el punto de que se le puso el sobrenombre de «el esclavo de L’Encyclopédie ». En total se encargó de unos 18.000 artículos, de los 72.000 de L'Encyclopédie. 
Con una producción tan extensa, no es de extrañar que la calidad sea irregular. Philipp Blom comenta en el 2004 en el Frankfurter Allgemeine Zeitung que, a pesar de que algunas entradas están mal escritas, otros artículos alcanzan una elocuencia que no tiene nada que envidiar a los grandes de su época.[cita requerida] Se deben destacar sobre todo los artículos sobre los derechos de los ciudadanos, la persecución religiosa, la libertad de conciencia o el de la esclavitud, en el que pide sin ambages su abolición.
Diderot alababa a Jaucourt en público, pero en privado lo consideraba un pedante. Este desprecio a Jaucourt parece que se ha impuesto posteriormente. Los méritos del caballero Louis de Jaucourt realizados en L'Encyclopédie apenas son mencionados, a pesar de que sin él la obra se hubiera quedado incompleta.

## Otras actividades
Además del diccionario médico y de su colaboración en L'Encyclopédie, de Jaucourt escribió una biografía de Leibnitz y un gran número de escritos dirigidos a diversas academias o sociedades del saber.
Jaucourt sólo practicaba la medicina para los pobres y había entregado todos sus bienes para vivir en la austeridad.
El 8 de enero de 1756 fue elegido miembro de la Royal Society de Londres y de las academias de Berlín, de Estocolmo y de Burdeos.
Además de ilustraciones, se conoce una descripción de Louis de Jaucourt: «un hombre joven con un carácter amable, pero feo de aspecto, sin embargo su conocimiento es muy exacto y amplio».[cita requerida]

## Obras
- LN (en latín) Disquisitio physiologica de fontium origine : in qua de fontibus singularibus nonnulla adnectuntur, Ginebra, 1723 OCLC 728265295 — Tesis bajo  la dirección de Étienne Jallabert,[1][2]
- LN (en latín) Dissertatio medica inauguralis de allantoide humana, 1730 Tesis de medicina en la Universidad de Leiden.
- LN « La vie de  M Leibnitz [sic[3]] », dans Gottfried Wilhelm Leibniz, Essais de théodicée sur la bonté de Dieu, la liberté de l'homme et l'origine du mal, nouvelle édition, augmentée de l'histoire, de la vie et des ouvrages de l'auteur, Amsterdam, François Changuion,  t. 1 , 1734, p. 1-p. 210. Ce travail d'édition et de bibliographie a un second tome, 1746.
  - Reedición Amsterdam, 1747,  2 vol., petit in-8°.[4]
  - Réédition, Lausanne, Marc-Michel Bousquet, 1760.
  - LN Histoire de la vie, et des ouvrages de   Mr Leibnitz, Amsterdam, 1734. — Tiré à part.
  - (en alemán) Geschichte des Herrn von Leibniz und Verzeichnis seiner Werke Archivado el 27 de enero de 2023 en Wayback Machine., Leipzig, 1757.

### Obra perdida
- Lexicon medicum universale en seis volúmenes.[5]